# Copa Constitució
Copa Constitució sau Cupa Andorre este o cupă de fotbal organizată anual în Andorra. Primul sezon a fost în 1991. Începând cu sezonul 1995-1996 turneul a fost afiliat FIFA și UEFA.

## Campioni
Lista campionilor:
| Sezon | Campion                 | Scor       | Finalist        |
| ----- | ----------------------- | ---------- | --------------- |
| 1991  | FC Santa Coloma         |            |                 |
| 1992  | nu s-a disputat         |            |                 |
| 1993  | nu s-a disputat         |            |                 |
| 1994  | CE Principat            |            |                 |
| 1995  | CE Principat            |            |                 |
| 1996  | CE Principat            | 2–0        | FC Santa Coloma |
| 1997  | CE Principat            | 7–0        | UE Sant Julià   |
| 1998  | CE Principat            | 4–3        | FC Santa Coloma |
| 1999  | CE Principat            | 3–1        | FC Santa Coloma |
| 2000  | Constel·lació Esportiva | 6–0        | FC Encamp       |
| 2001  | FC Santa Coloma         | 2–0        | UE Sant Julià   |
| 2002  | FC Lusitanos            | 2–0        | Inter Escaldes  |
| 2003  | FC Santa Coloma         | 5–3        | UE Sant Julià   |
| 2004  | FC Santa Coloma         | 1–0        | UE Sant Julià   |
| 2005  | FC Santa Coloma         | 2–1        | UE Sant Julià   |
| 2006  | FC Santa Coloma         | 1–1 (5–3p) | FC Rànger's     |
| 2007  | FC Santa Coloma         | 2–2 (4–2p) | UE Sant Julià   |
| 2008  | UE Sant Julià           | 6–1        | FC Lusitanos    |
| 2009  | FC Santa Coloma         | 6–1        | FC Lusitanos    |
| 2010  | UE Sant Julià           | 1–0        | UE Santa Coloma |
| 2011  | UE Sant Julià           | 3–1        | UE Santa Coloma |

### Performanțe pe club
| Club                    | Campion | Finaliști | Ani campioni                                   | Ani finaliști                      |
| ----------------------- | ------- | --------- | ---------------------------------------------- | ---------------------------------- |
| FC Santa Coloma         | 8       | 3         | 1991, 2001, 2003, 2004, 2005, 2006, 2007, 2009 | 1996, 1998, 1999                   |
| CE Principat            | 6       | 0         | 1994, 1995, 1996, 1997, 1998, 1999             | –                                  |
| UE Sant Julià           | 3       | 6         | 2008, 2010, 2011                               | 1997, 2001, 2003, 2004, 2005, 2007 |
| FC Lusitanos            | 1       | 2         | 2002                                           | 2008, 2009                         |
| Constel·lació Esportiva | 1       | 0         | 2000                                           | –                                  |
| UE Santa Coloma         | 0       | 2         | –                                              | 2010, 2011                         |
| FC Encamp               | 0       | 1         | –                                              | 2000                               |
| Inter Escaldes          | 0       | 1         | –                                              | 2002                               |
| FC Rànger's             | 0       | 1         | –                                              | 2006                               |